# Freckled Sky

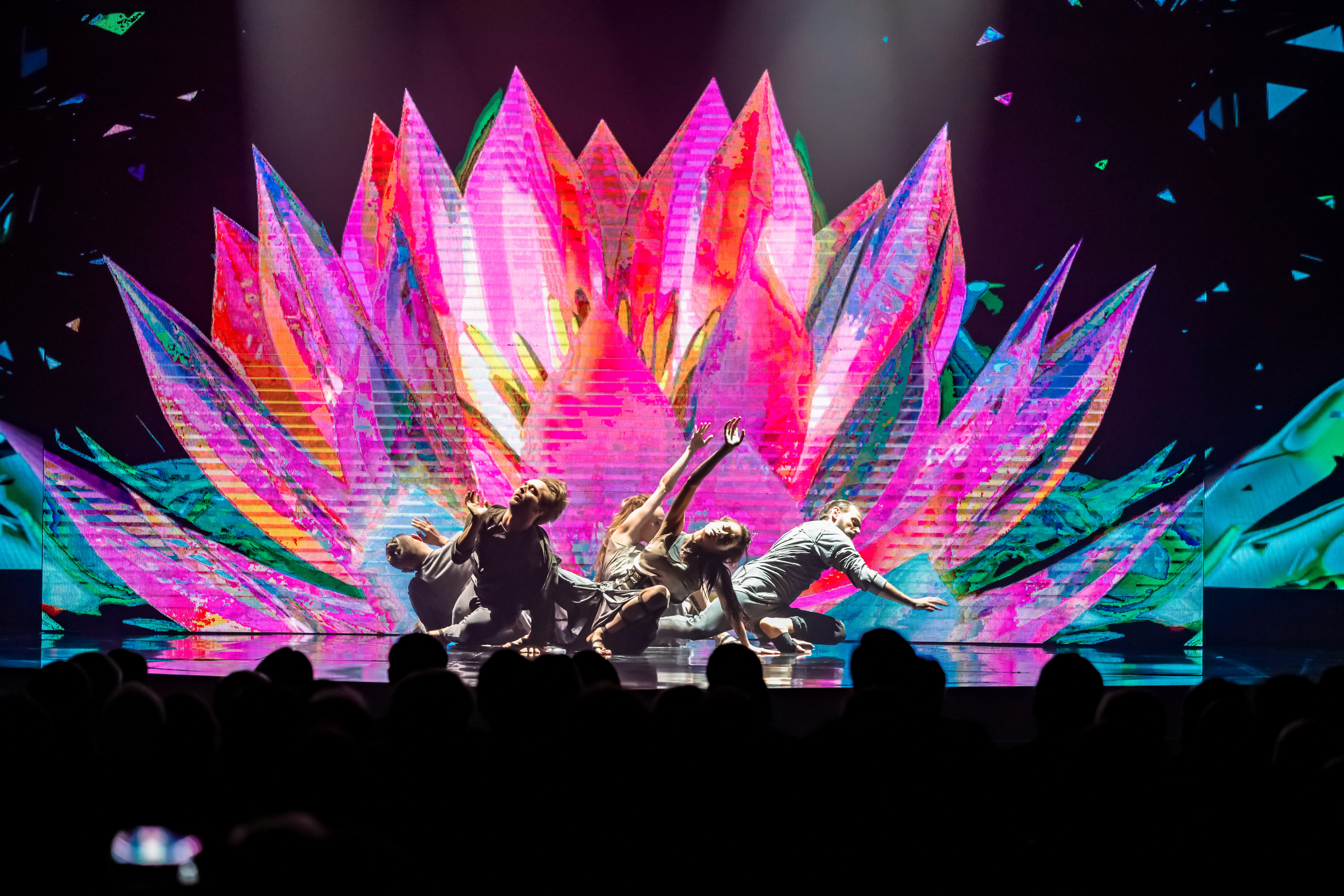
Freckled Sky Interactive Performance at Panama Canal Expansion opening ceremony, 2016

Freckled Sky це мультимедійна компанія, яка спеціалізується на шоу та івентах із цифровими спецефектами, в тому числі з відеопроєкціями. Freckled Sky заснована в Чикаго у 2015 році та набула популярності під час конкурсу Америка має талант, де команда показала перше в світі інтерактивне шоу із цифровими проєкціями на воді. З того часу компанія брала участь у декількох значних ділових, театральних та музичних подіях.

## Історія
Freckled Sky було засноване 24 лютого 2015 року у Чикаго вихідцями з України Володимиром Сиганевичем і його сестрою Катериною Коробко. Перед тим, як приїхати до США у листопаді 2014 року, цей дует виступав в українській лізі КВН, а також очолював власну івент-агенцію — одну з десяти найвідоміших у країні. Сиганевич розглядав свій переїзд до США як можливість знайти більшу аудиторію. Сиганевич і Коробко вибрали назву Freckled Sky (укр. Небо в ластовинні) на честь поетичної збірки свого батька, що мала таку назву. Дебют Freckled Sky на шоу Америка має талант влітку 2015 року отримав схвальні відгуки у пресі і зробив команду популярною. 

## Видатні виступи

### Америка має талант
Для конкурсу Америка має талант (10-й сезон) у 2015 році команда Freckled Sky запросила двох танцюристів — Ольгу Соколову та Джалена Престона, які танцювали під штучним дощем, що був створений водним екраном розміром 4,6 × 6,1 м. Аудиторія та судді були вражені першим у світі інтерактивним шоу з проєкцією на воду. Говард Стерн, який судив прослуховування, назвав Володимира Сиганевича «генієм» і використав своє право «Золотої кнопки», таким чином відправивши команду Freckled Sky одразу до фінальної стадії.

### Щось лихе насуває
У сезоні 2017 року Freckled Sky створив візуальні ефекти для Delaware Theater Company для мюзиклу за романом Рея Бредбері Щось лихе насуває. Постановка була високо оцінена критиками: WHYY-TV називає ефекти «шокуючими», The News Journal пише, що «глядачі були у захваті», BroadwayWorld — «це приголомшує, нічого подібного до цього не бачили». Технічне оснащення включало в себе відеостіну розміром 11,0 × 6,1 м, 16 програмованих світлових приладів, а також невидимі глядачам галографічні проєкційні сітки, які в комплексі створили «оманливі, потойбічні спецефекти».

### P!nk's Brit Awards 2019
У лютому 2019 року Freckled Sky створили інтерактивне шоу з відеопроєкцією на воду для номера Try у виступі Pink під час 39-ї церемонії нагород Brit Awards, яка залишила глядачів «у захваті».

## Команда та послуги

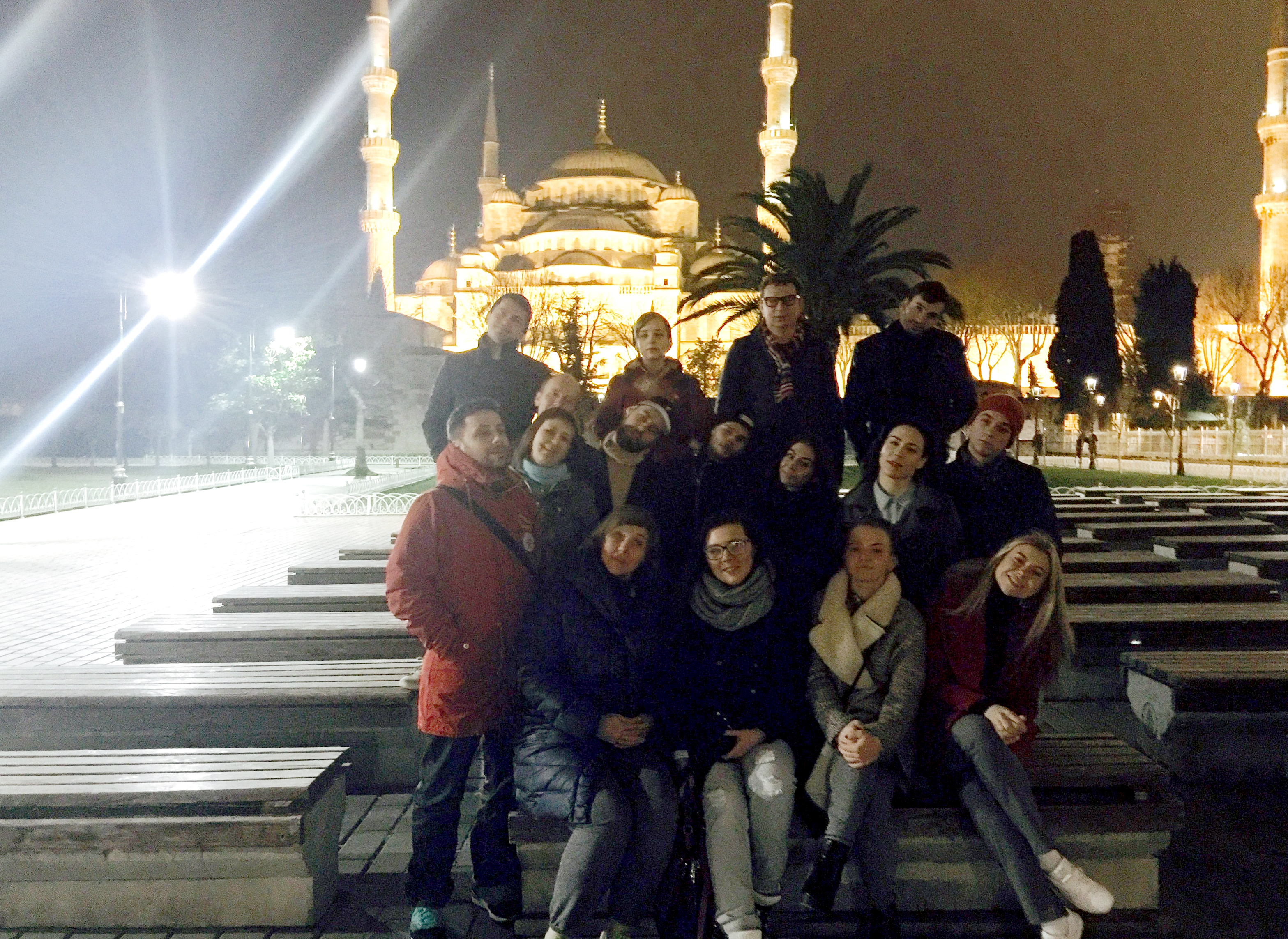
Freckled Sky team after Mercedes-Benz Travego launch show, Istanbul, 2016

Команда Freckled Sky — це суміш артистичних митців і експертів із технологій. Вони мають на меті стерти межі між виконавцями та їх аудиторіями шляхом створення нових форм розваг та використання новітніх технологій: вони комбінують проєкції, танець, освітлення, інтерактивні рішення та інші спецефекти. У 2018 році команда Freckled Sky налічувала 30 постійних і 35 додаткових учасників, які долучаються до роботи час від часу. Компанія створила численні бренд-промоушн шоу у США, Північній і Південній Америці, Європі, Африці та Азії. Серед клієнтів Freckled Sky BMW, Ferrari, Mercedes-Benz, Адміністрація Панамського каналу, Unilever та Aditya Birla Group.

## Нагороди і премії
- Visual Artist Awards, 2018, Best Mapping with Human Interaction, winner[17]
- Barrymore Awards for Excellence in Theater[en], 2018, Outstanding Media Design[18]
- Hermes Creative Awards, 2017, Platinum, Live interactive projection show for the Magnum Double Night event[16]
- Hermes Creative Awards, 2017, Platinum, Live interactive projection show for the New Mercedes-Benz Travego launch event[16]
- Hermes Creative Awards, 2017, Platinum, Live interactive projection show for the Aditya Birla Group Award ceremony[16]
- Hermes Creative Awards, 2017, Platinum, One-of-a-kind live interactive performance with water screen projection for America's Got Talent[16]
- Hermes Creative Awards, 2017, Gold, Live interactive performance for the New BMW 7 Series launch event[15]
- Hermes Creative Awards, 2017, Gold, Live interactive show for the Panama Canal expansion project opening ceremony[15]